# 米倉健司
米倉 健司（よねくら けんじ、1934年5月25日 - 2023年4月20日）は、日本の元プロボクサー。元日本フライ級王者｡元OBF（現OPBF）東洋太平洋バンタム級王者｡ヨネクラボクシングジム会長。日本プロボクシング協会常任相談役。日本ボクシングコミッション役員実行委員。本名は米倉 健治、プロボクサー時代のリングネームは米倉 健志（いずれも読みは同じ）。福岡県直方市出身。

## 来歴

### アマチュア
福岡県立福岡高等学校在学中にアマチュアボクシングを始めインターハイ出場、明治大学経営学部在学中、全日本アマチュアボクシング選手権大会フライ級制覇、メルボルンオリンピックに日本代表選手として出場。3回戦まで進んだ。
卒業後の1957年、米国シアトルで行われた世界ゴールデングローブに日本代表として出場。

### プロ
1958年、日興ジム所属でプロ転向。6月27日のデビュー8回戦で木村七郎相手に4R負傷判定勝ち。日本ボクシングコミッション（JBC）初のA級（8回戦）デビューであった。
1959年1月4日、福本篤人を倒し当時の最短記録となるプロ5戦目で日本フライ級王座獲得（1980年にジェームス・キャラハンが4戦目で奪取して記録更新。その後、キャラハンの他、米倉の弟子友伸ナプニ、平仲明信、辰吉丈一郎、米倉の孫弟子井上尚弥が並ぶが、2022年に但馬ミツロが2戦目で奪取してさらに更新された）。同年8月、パスカル・ペレス（アルゼンチン）が持つ世界フライ級王座に挑戦したが敗退。9月10日に日本フライ級王座を返上。
1960年1月6日、レオ・エスピノサ（フィリピン）に勝利し、OBF（現OPBF）東洋バンタム級王座を獲得。
同年5月23日、2度目の世界挑戦となるジョー・ベセラ（メキシコ）が持つ世界バンタム級王座に挑むが判定負け。
その後、東洋バンタム級タイトル5度防衛を成功させる。
1962年10月29日、青木勝利に12R判定で敗れ王座陥落。引退を表明。

### ヨネクラジム
1963年、ヨネクラボクシングジムを開設。柴田国明、ガッツ石松、中島成雄、大橋秀行、川島郭志の5人の世界王者、30人以上の日本王者・東洋太平洋王者を育てる。
1986年から1989年まで全日本ボクシング協会の会長を務める。身長の低い選手はファイターに、長身の選手はアウトボクサーになるよう指導する等というのが、現代ボクシングの指導方針であるが、米倉会長はその選手の性格に合ったボクシングスタイルを見つけ、育てることを信条としている。
1995年3月29日、スポーツ功労賞を授与される。
70代を迎えるまで自らパンチングミットを持ちボクサーを指導をしていた。
2008年6月24日、日本ボクシングコミッションは、公務執行妨害事件により有罪判決を受けたヨネクラジム所属の保住直孝、矢島拓也を無期限資格停止処分とし、米倉を厳重注意処分としたが、米倉は両選手を解雇する意思はないことを表明した。
2017年4月27日、自身の高齢と体調の悪化などを理由として8月一杯を以てヨネクラジムを閉鎖して第一線から退くことを発表した。
2023年4月20日、死去。88歳没。